# 夏坷拉 (X戰警)
夏柯拉 是魔怪世界的女王，在死侍 鐵手挑戰中出現，在最後成為死侍的太太，擁有類似奧特曼從手部發射光線的驚人能力，是第一個看到死侍也不逃跑並稱讚他很帥的女性。
據說在人類出現前就有的女王，她的家族統治魔怪世界，但因為吸血鬼族企圖顛覆他們，導致她和她的家人被迫逃出他們習以為常的生活，持續了五十年的戰火殺死了她的家人，最後她的父親將她封印於紫色棺材中，希望她長眠至戰火結束，或是她待嫁之時。